# Elektrociepłownia w Świdniku
Elektrociepłownia w Świdniku – elektrociepłownia w mieście Świdnik w województwie lubelskim. 

## Historia
- 1950 – powstanie elektrociepłowni w składzie WSK Świdnik
- 1992 – wydzielenie z WSK i przekształcenie w EC Giga Sp. z o.o.
- 1999 – prywatyzacja EC Giga Sp. z o.o.
- 2001 – wejście w skład grupy ciepłowniczej Praterm, gdzie Praterm S.A. posiada obecnie 100% udziałów w EC GIGA Sp. z o.o.

## Dane techniczne
Elektrociepłownia eksploatuje:
- 2 kotły parowe typ OR 32,
- 2 kotły wodne typ WR 25,
- 1 turbozespół o mocy 6 MW.

Obecnie moc zainstalowana wynosi:
- mocy cieplnej: 103,2 MW,
- mocy elektrycznej: 6 MW.

W roku 2013 łączna sprzedaż energii wyniosła blisko 720 000 GJ.
Odbiorcami ciepła jest za pośrednictwem PEC Świdnik miasto Świdnik.